# كايل كالوواي
كايل كالوواي (بالإنجليزية: Kyle Calloway)‏ هو لاعب كرة قدم أمريكية أمريكي، ولد في 21 يونيو 1987 في بلفيل في الولايات المتحدة، وتوفي في 2 يوليو 2016 في فايل في الولايات المتحدة.

## وصلات خارجية
- كايل كالوواي على موقع مرجع كرة القدم المحترفة.كوم (الإنجليزية)